# Station Munina
Station Munina is een spoorwegstation in de Poolse plaats Munina.